# Saint-Paul-en-Forêt
Saint-Paul-en-Forêt este o comună în departamentul Var din sud-estul Franței. În 2009 avea o populație de 1.616 de locuitori.

## Evoluția populației
| An        | 1975 | 1982 | 1990 | 1999  | 2006  | 2009  |
| --------- | ---- | ---- | ---- | ----- | ----- | ----- |
| Populație | 557  | 578  | 812  | 1.139 | 1.470 | 1.616 |